# Mark Stuart
Pour les articles homonymes, voir Stuart.
Mark Stuart (né le 27 avril 1984 à Rochester dans l'État du Minnesota aux États-Unis) est un joueur professionnel américain de hockey sur glace.

## Carrière
Le dernier de la famille Stuart à être repêché par une équipe de la LNH après Mike et Colin, Mark Stuart est retenu par les Bruins de Boston lors du premier tour du repêchage de 2003.
Après trois saisons passé en tant que capitaine de l'équipe des Tigers de Colorado College, de la Western Collegiate Hockey Association où il joua notamment avec son frère Colin, Mark devient joueur professionnel en 2005 en rejoignant les Bruins pour 17 rencontres et évoluant le reste de la saison avec leur club affilié dans la Ligue américaine de hockey, les Bruins de Providence. Il obtient en 2007-2008, un poste permanent avec les Bruins.
Au niveau international, il est le capitaine de l'équipe des États-Unis qui remporte la médaille d'or au Championnat du monde junior de hockey sur glace de 2004. 
Le 18 février 2011, il est échangé aux Thrashers d'Atlanta avec Blake Wheeler en retour de Boris Valábik et Rich Peverley. En 2011, les droits de Stuart sont transférés aux Jets de Winnipeg. Pendant le lock-out de la LNH en 2012, Stuart signe avec les Everblades de la Floride dans l'ECHL. Le 5 mars 2014, Stuart signe une prolongation de contrat de 10,5 millions de dollars sur quatre ans avec les Jets de Winnipeg.
Après sept saisons dans la franchise, Stuart est soumis au ballotage par les Jets afin de racheter l'année restante de son contrat le 30 juin 2017.
Le 11 septembre 2017, les Blackhawks de Chicago font effectuer un essai professionnel à Stuart. Le 21 septembre 2017, Stuart n'est pas conservé après le camp d'entraînement.
Le 11 octobre 2017, Stuart signe avec Adler Mannheim de la Deutsche Eishockey Liga (DEL) en Allemagne.

## Statistiques

### En club
| Saison     | Équipe                     | Ligue      |     | Saison régulière | Saison régulière | Saison régulière | Saison régulière | Saison régulière |   | Séries éliminatoires | Séries éliminatoires | Séries éliminatoires | Séries éliminatoires | Séries éliminatoires |
| Saison     | Équipe                     | Ligue      | PJ  | B                | A                | Pts              | Pun              | PJ               | B | A                    | Pts                  | Pun                  |                      |                      |
| 2002-2003  | Tigers de Colorado College | WCHA       | 38  | 3                | 17               | 20               | 81               | -                | - | -                    | -                    | -                    |                      |                      |
| 2003-2004  | Tigers de Colorado College | WCHA       | 37  | 4                | 11               | 15               | 100              | -                | - | -                    | -                    | -                    |                      |                      |
| 2004-2005  | Tigers de Colorado College | WCHA       | 43  | 5                | 14               | 19               | 94               | -                | - | -                    | -                    | -                    |                      |                      |
| 2005-2006  | Bruins de Providence       | LAH        | 60  | 4                | 3                | 7                | 76               | 6                | 0 | 0                    | 0                    | 25                   |                      |                      |
| 2005-2006  | Bruins de Boston           | LNH        | 17  | 1                | 1                | 2                | 10               | -                | - | -                    | -                    | -                    |                      |                      |
| 2006-2007  | Bruins de Providence       | LAH        | 49  | 4                | 16               | 20               | 62               | 3                | 0 | 1                    | 1                    | 9                    |                      |                      |
| 2006-2007  | Bruins de Boston           | LNH        | 15  | 0                | 1                | 1                | 14               | -                | - | -                    | -                    | -                    |                      |                      |
| 2007-2008  | Bruins de Boston           | LNH        | 82  | 4                | 4                | 8                | 81               | 7                | 0 | 1                    | 1                    | 8                    |                      |                      |
| 2008-2009  | Bruins de Boston           | LNH        | 82  | 5                | 12               | 17               | 76               | 11               | 0 | 1                    | 1                    | 7                    |                      |                      |
| 2009-2010  | Bruins de Boston           | LNH        | 56  | 2                | 5                | 7                | 80               | 4                | 0 | 0                    | 0                    | 6                    |                      |                      |
| 2010-2011  | Bruins de Boston           | LNH        | 31  | 1                | 4                | 5                | 23               | -                | - | -                    | -                    | -                    |                      |                      |
| 2010-2011  | Thrashers d'Atlanta        | LNH        | 23  | 1                | 0                | 1                | 24               | -                | - | -                    | -                    | -                    |                      |                      |
| 2011-2012  | Jets de Winnipeg           | LNH        | 80  | 3                | 11               | 14               | 98               | -                | - | -                    | -                    | -                    |                      |                      |
| 2012-2013  | Everblades de la Floride   | ECHL       | 9   | 2                | 1                | 3                | 12               | -                | - | -                    | -                    | -                    |                      |                      |
| 2012-2013  | Jets de Winnipeg           | LNH        | 42  | 2                | 2                | 4                | 53               | -                | - | -                    | -                    | -                    |                      |                      |
| 2013-2014  | Jets de Winnipeg           | LNH        | 69  | 2                | 11               | 13               | 101              | -                | - | -                    | -                    | -                    |                      |                      |
| 2014-2015  | Jets de Winnipeg           | LNH        | 70  | 2                | 12               | 14               | 69               | 4                | 1 | 1                    | 2                    | 2                    |                      |                      |
| 2015-2016  | Jets de Winnipeg           | LNH        | 64  | 1                | 2                | 3                | 66               | -                | - | -                    | -                    | -                    |                      |                      |
| 2016-2017  | Jets de Winnipeg           | LNH        | 42  | 2                | 2                | 4                | 27               | -                | - | -                    | -                    | -                    |                      |                      |
| 2017-2018  | Adler Mannheim             | DEL        | 41  | 0                | 5                | 5                | 42               | 10               | 1 | 1                    | 2                    | 4                    |                      |                      |
| Totaux LNH | Totaux LNH                 | Totaux LNH | 673 | 26               | 67               | 93               | 722              | 26               | 1 | 3                    | 4                    | 23                   |                      |                      |

### En équipe nationale
| Année | Évènement                            |   | PJ | B | A | Pts | +/- | Pun             |  | Résultat |
| 2002  | Championnat du monde moins de 18 ans | 8 | 1  | 2 | 3 |     | 29  | Médaille d'or   |  |          |
| 2003  | Championnat du monde junior          | 7 | 0  | 1 | 1 |     | 2   | Quatrième place |  |          |
| 2004  | Championnat du monde junior          | 6 | 0  | 2 | 2 |     | 4   | Médaille d'or   |  |          |
| 2008  | Championnat du monde                 | 7 | 0  | 0 | 0 |     | 4   | Sixième place   |  |          |
| 2011  | Championnat du monde                 | 7 | 1  | 0 | 1 | +1  | 8   | Huitième place  |  |          |

## Honneurs et trophées
Western Collegiate Hockey Association
- Membre de l'équipe d'étoiles des recrues en 2003.
- Membre de la deuxième équipe d'étoiles en 2005.

National collegiate Athletic Association
- Membre de la première équipe d'étoiles de l'ouest des États-Unis.

## Parentés dans le sport
- Frère de Colin Stuart, qui fut le choix de cinquième ronde des Thrashers d'Atlanta lors du repêchage de 2001 et qui a évolué pour cette équipe lors des saisons 2007-08 et 2008-09 avant de rejoindre les Sabres de Buffalo.

- Frère de Mike Stuart, qui fut le choix de cinquième ronde des Predators de Nashville lors du repêchage de 2000 et qui a évolué pour l'équipe des Blues de Saint-Louis lors des saisons 2003-04 et 2005-06. Il a ensuite évolué lors de la saison 2007-08 pour l'équipe de Graz 99ers dans la ÖEL en Autriche.